# Boumedfaa
Boumedfaa (în arabă بومدفع) este o comună din provincia Aïn Defla, Algeria.
Populația comunei este de 21.509 locuitori (2008).